# Coccocypselum hasslerianum
Coccocypselum hasslerianum är en måreväxtart som beskrevs av Robert Hippolyte Chodat. Coccocypselum hasslerianum ingår i släktet Coccocypselum och familjen måreväxter. Inga underarter finns listade i Catalogue of Life.